# Kunstmuseum Wolfsburg

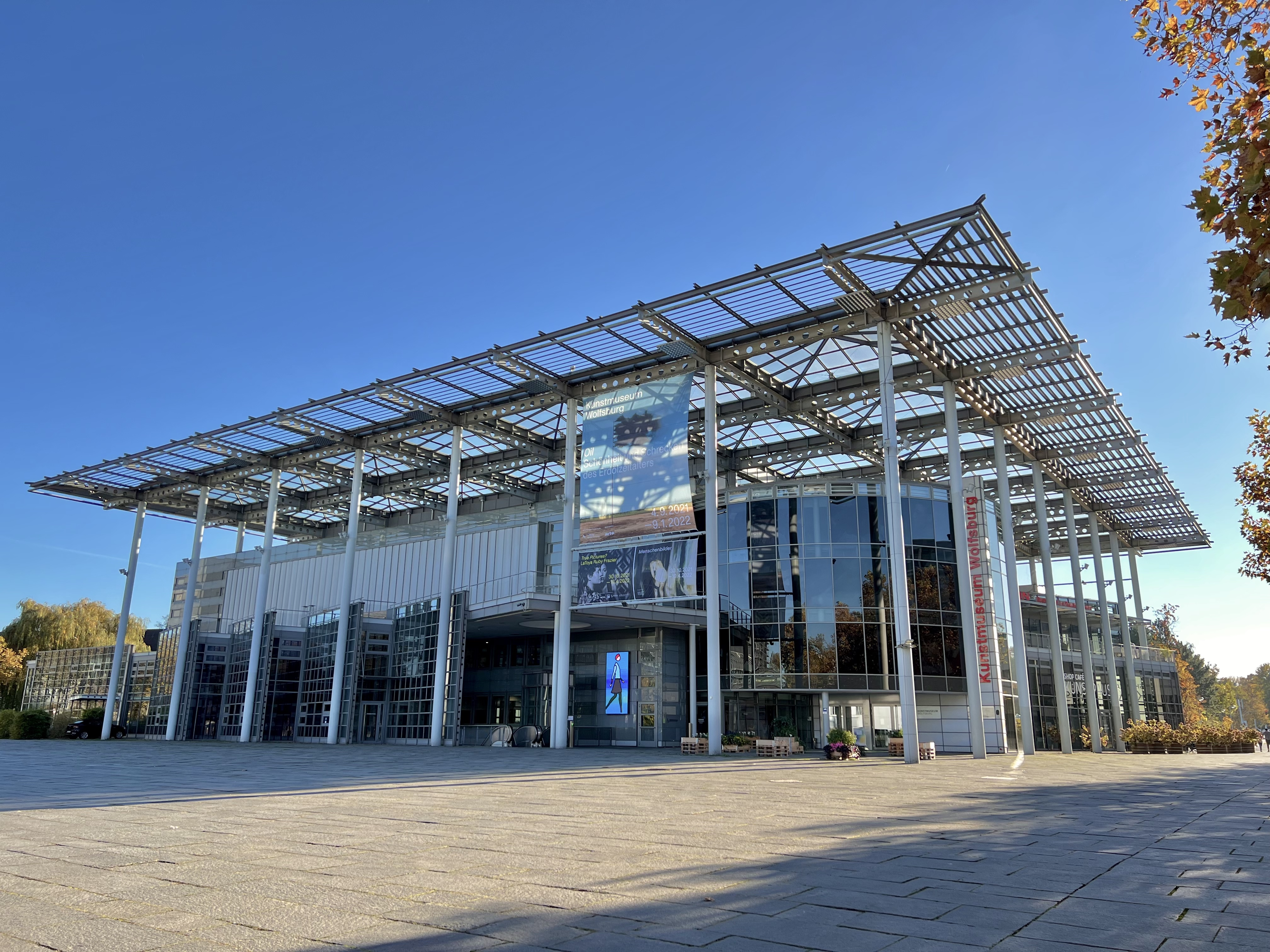
Das Kunstmuseum Wolfsburg am Hollerplatz, 2021

Das Kunstmuseum Wolfsburg befindet sich in der Stadtmitte von Wolfsburg und wurde 1994 eröffnet. Es zeigt moderne und zeitgenössische Kunst und wird getragen durch die Kunststiftung Volkswagen.

## Das Museum
1994 wurde das Kunstmuseum Wolfsburg mit einer Retrospektive des französischen Künstlers Fernand Léger eröffnet. Gründungsdirektor des Museums war bis 2004 der Niederländer Gijs van Tuyl. Von Januar 2006 bis zu seinem Tod im März 2014 war der Schweizer Kunstwissenschaftler Markus Brüderlin Direktor. Ab dem 1. Februar 2015 leitete Ralf Beil das Museum, zuvor ab 2006 Direktor des Instituts Mathildenhöhe Darmstadt. Seine Nachfolge übernahm zum 1. April 2019 Andreas Beitin, bisher Direktor des Aachener Ludwig Forums für Internationale Kunst.

## Architektur

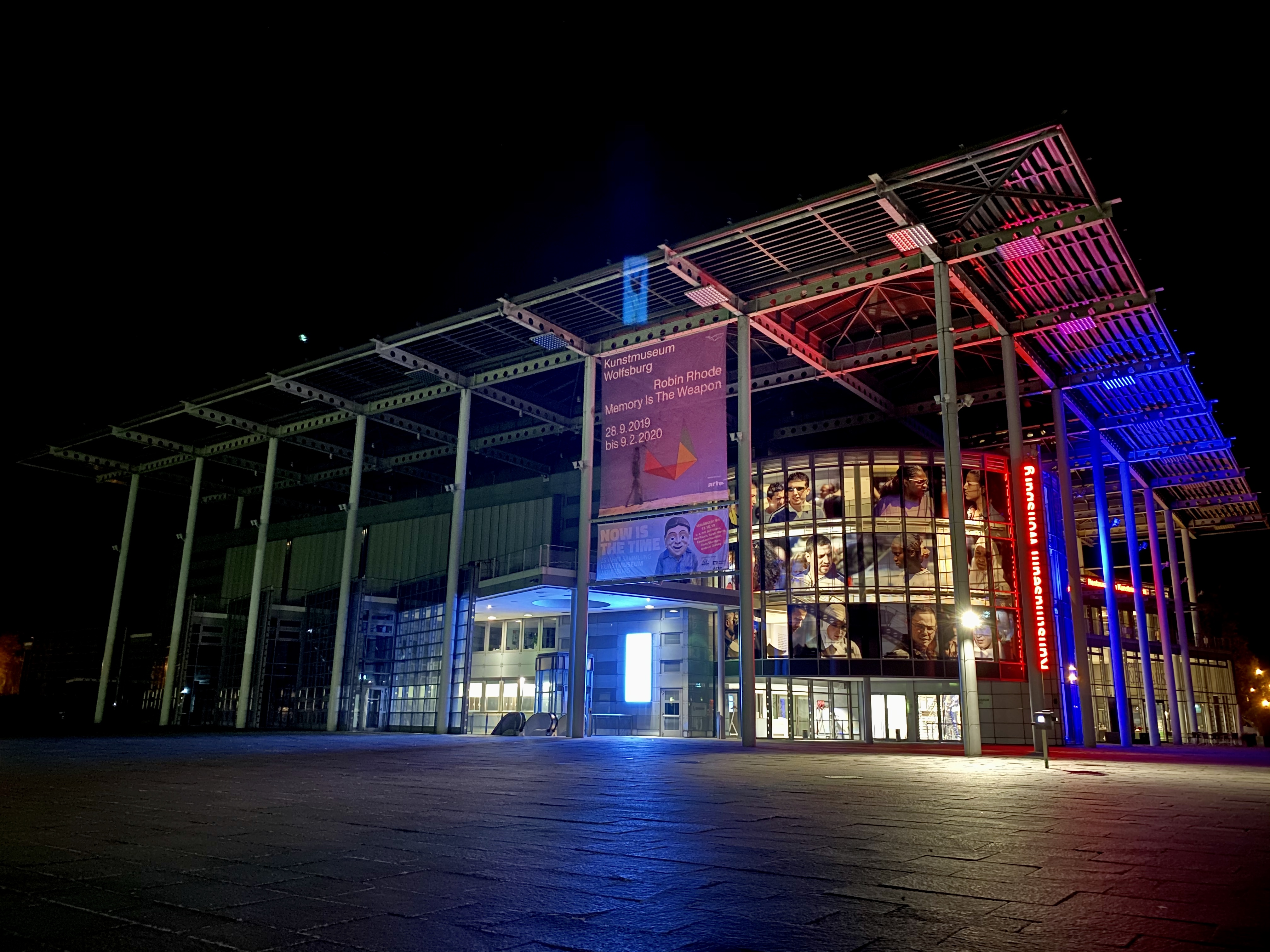
Kunstmuseum Wolfsburg bei Nacht 2019

Das Hamburger Architekturbüro Schweger & Partner plante das Gebäude des Kunstmuseums Wolfsburg als eine transparente Stadtloggia mit einem weit überspannenden Glasdach auf den offenen Hollerplatz. Die zentrale Halle hat einen quadratischen Grundriss mit 40 Metern Seitenlänge und ist 16 Meter hoch. Dieser offene Raum kann flexibel für die jeweilige Ausstellung gestaltet werden. Die Halle ist an drei Seiten zweigeschossig von Ausstellungsräumen umgeben. Die Ausstellungsfläche beträgt 3500 Quadratmeter. In Zusammenhang mit der Ausstellung Japan und der Westen entstand im Jahre 2007 im Innenhof des Gebäudes ein Japangarten. Der Architekt Kazuhisa Kawamura legte ihn nach dem Vorbild des Zen-Gartens Ryōan-ji in Kyōto an und verarbeitete darin auch Elemente der Architektur von Mies van der Rohe als Symbol des Dialogs zwischen Ost und West.

## Ausstellungen
Seit seiner Eröffnung wurden im Kunstmuseum Wolfsburg über 130 Ausstellungen der modernen und zeitgenössischen Kunst realisiert. Große Werkschauen aus dem Bereich der klassischen Moderne, etwa Fernand Léger und Bart van der Leck, wechseln mit Überblicksschauen wie Full House, German Open, Italienische Metamorphose und Blast to Freeze. Monografische Ausstellungen zeitgenössischer Künstler, unter anderem von Carl Andre, Andy Warhol, Luc Tuymans, von Olafur Eliasson, Frank Stella, James Turrell oder Imi Knoebel runden das Bild ab. Seit dem Direktorenwechsel 2006 wurden im Programm inhaltliche Schwerpunkte gesetzt, die in groß angelegten historischen und thematischen Ausstellungen (ArchiSkulptur, Japan und der Westen, Interieur/Exterieur, Die Kunst der Entschleunigung), mit Einzelausstellungen (James Turrell und Alberto Giacometti) sowie in Midcareer-Retrospektiven (unter anderem Douglas Gordon, Neo Rauch und Philip Taaffe) das Thema der Moderne im 21. Jahrhundert aufgegriffen und von verschiedenen Standpunkten beleuchten. In der Halle und der Galerie werden unterschiedliche Ausstellungen gezeigt. Mit „Wolfsburg Unlimited. Eine Stadt als Weltlabor“ zeigte Ralf Beil seine erste große Ausstellung, in der er die Stadt im Museum – und das Museum in der Stadt – spiegelte. Die von Beil für 2019/2020 geplante Oil-Ausstellung mit automobilkritischen Exponaten wird immer wieder in den Kontext seiner Entlassung gesetzt, was nicht belegt ist. Das Konzept wurde ursprünglich von dem Kollektiv „Beauty of Oil“ – das sind Alexander Klose und Benjamin Steininger – an das Museum herangetragen. Die Schau wurde von ihnen und dem folgenden Direktor Andreas Beitin unter dem Titel Oil - Schönheit und Schrecken des Erdölzeitalters umgesetzt.

## Sammlung
Seit 1994 sammelt das Kunstmuseum Wolfsburg internationale zeitgenössische Kunst. Dazu gehören Werke der Spätmoderne rund um Minimal Art, Conceptual Art und Arte Povera. Jüngere Positionen schließen sich an. Schlüsselwerke, Werkgruppen, Werkphasen sowie die beispielhafte Präsentation künstlerischer Entwicklungen stehen dabei im Vordergrund. Es entsteht keine Dokumentation sogenannter „Strömungen“, sondern eine Fokussierung auf Positionen und Werke, die stellvertretend für wichtige Aspekte der Gegenwartskunst stehen. Künstler wie Carl Andre, Christian Boltanski, Douglas Gordon, Andreas Gursky, Georg Herold, Anselm Kiefer, Mario Merz, Gerhard Merz, Bruce Nauman, Neo Rauch, Burhan Dogancay, Cindy Sherman, Philip Taaffe, Jeff Wall, Olafur Eliasson, Douglas Gordon, Thomas Schütte und Jeppe Hein stehen für die Auswahl aus dem weiten Feld der Gegenwartskunst. Werke der Sammlung werden in die Wechselausstellungen integriert oder in temporären Sammlungsausstellungen gezeigt.

## Weitere Einrichtungen
Gefördert und unterstützt wird das Kunstmuseum vom Freundeskreis Kunstmuseum Wolfsburg e. V., in dem die „Young Generation“ als Nachwuchsförderer integriert sind. Ein Studio wird für Schülerprojekte, Workshops und Kreativprogramme genutzt. Darüber hinaus befinden sich im Museum das Café Kunstpause und das Restaurant Oberdeck sowie ein vom Haus betriebener Museumshop.

## Stiftung
Das Kunstmuseum Wolfsburg wird von der gemeinnützigen Kunststiftung Volkswagen getragen. Einen Großteil ihrer Mittel erhält diese aus der Stiftung, die 1990 aus dem Nachlass von Asta und Christian Holler, den früheren Eigentümern der Volkswagen Versicherungsdienst GmbH (VVD), gegründet wurde. Das Kunstmuseum Wolfsburg erhält seit 1991 jährlich einen hohen Anteil der Ausschüttungen aus der Holler-Stiftung, die bereits den höchsten Beitrag zu den Baukosten des Museums geleistet hatte.

## Auszeichnungen
Am 10. April 2024 wurde in Köln im Auktionshaus VAN HAM der ART-Kuratorenpreis für die beste Ausstellung 2023 an Andreas Beitin (Ideengeber und Kurator der Ausstellung) und Elena Engelbrechter (Co-Kuratorin der Ausstellung) für Re-Inventing Piet. Mondrian und die Folgen verliehen. Die renommiert besetzte Jury (bestehend aus Kathleen Rahn (Marta Herford), Christoph Grunenberg (Kunsthalle Bremen), Brigitte Kölle (Hamburger Kunsthalle), Stefan Koldehoff (Deutschlandfunk) und Tim Sommer (Kunstmagazin ART)) wählte die Schau aus allen Ausstellungen des vergangenen Jahres in Deutschland, Österreich und der Schweiz aus und zeichnete sie schließlich aus einer Shortlist von zwölf Nominierungen als die beste Ausstellung aus. Überreicht wurde den beiden Ausgezeichneten die neue Preisskulptur des Düsseldorfer Künstlers Jan Albers. Die Laudatio auf die Preisträger hielt der Kunstwissenschaftler Wolfgang Ullrich. Das größte europäische Kunstmagazin art vergab diesen Preis zum sechsten Mal.

## Ausstellungen (Auswahl)
- 1994–1995: Man Ray. ‚Neues wie Vertrautes‘: Fotografien 1919–1942
- 1995–1996: Nobuyoshi Araki – Tokyo Novelle
- 1995–1996: Nam June Paik – High Tech Allergy
- 1996: Jeff Wall – Landscapes and other Pictures
- 1998: Andreas Gursky – Fotografien 1994–1998
- 2006: Neo Rauch – Neue Rollen
- 2007: Between Darkness & Light. Douglas Gordon
- 2009–2010: James Turrell. The Wolfsburg Project
- 2010: Alberto Giacometti – Der Ursprung des Raumes, Retrospektive des reifen Werkes
- 2011–2012: Die Geometrie des Augenblicks. Landschaften. Henri Cartier-Bresson
- 2012: Frank Stella – Die Retrospektive. Werke 1958–2012
- 2013: Christian Boltanski. Bewegt.
- 2014: Oskar Kokoschka. Humanist und Rebell
- 2015: Erwin Wurm. Fichte.
- 2017: This Was Tomorrow. Pop Art in Great Britain
- 2018: Facing India[8]
- 2018: Robert Lebeck. 1968[9]
- 2019–2020: Robin Rhode: Memory Is the Weapon[10]
- 2021: Mischa Kuball: Referenz–Räume
- 2023: Re-Inventing Piet. Mondrian und die Folgen[11]
- 2023–2024 Kapwani Kiwanga - Die Länge des Horizonts[12]
- 2024/25 Leandro Erlich. Schwerelos[13]